# Ceremony
Ceremony es el quinto álbum de estudio de la banda de hard rock inglesa The Cult, lanzado el 24 de septiembre de 1991. El disco fue fuertemente inspirado por los nativos indígenas norteamericanos. El disco alcanzó en número #25 en las listas y logró certificación de platino en los Estados Unidos, aunque las ventas se vieron mermadas por la aparición del grunge.

## Lista de canciones
Todas las canciones fueron escritas por Ian Astbury y Billy Duffy.
1. "Ceremony" – 6:27
2. "Wild Hearted Son" – 5:41
3. "Earth Mofo" – 4:42
4. "White" – 7:56
5. "If" – 5:25
6. "Full Tilt" – 4:51
7. "Heart of Soul" – 5:55
8. "Bangkok Rain" – 5:47
9. "Indian" – 4:53
10. "Sweet Salvation" – 5:25
11. "Wonderland" – 6:10

## Créditos
- Ian Astbury - voz
- Billy Duffy - guitarra
- Alex Acuña - percusión
- Mickey Curry - batería
- Charley Drayton - bajo